# Exodus (boek)
Exodus (Oudgrieks: ἔξοδος, éxodos, "uittocht") is het tweede boek van de Hebreeuwse Bijbel. In het Hebreeuws heet dit boek שמות, sjemot, "namen", naar het eerste woord van de Hebreeuwse tekst, in het Nederlands: "Dit zijn de namen [sjemot] van de zonen van Israël ...".
Exodus vertelt het verhaal van het vertrek van de Israëlieten uit het Oude Egypte naar het Beloofde Land Kanaän, "een land dat overvloeit van melk en honing" (Exodus 13:5). Hun leider Mozes ontving daarbij van God de Thora oftewel de wet van Mozes.

## Auteurschap
Traditioneel wordt Mozes beschouwd als de schrijver van Exodus en de andere vier boeken van de Pentateuch, een aanname die nog altijd wordt gedeeld in orthodox-joodse en -christelijke kringen.
Met toepassing van de historisch-kritische methode is auteurschap van Mozes onhoudbaar gebleken. Tegen het einde van de 19e eeuw wezen de meeste onderzoekers op basis van de onjuistheden, tegenstrijdigheden, herhalingen en andere kenmerken van de Pentateuch Mozes als auteur af. Dit werd nog versterkt door het feit dat er zaken in staan over de periode nadat Mozes was overleden (zoals Deuteronomium 34:6) en die hij dus niet zelf kon hebben opgeschreven.
Onder wetenschappers is er consensus dat de documentaire hypothese de meest waarschijnlijke reconstructie is van hoe de Pentateuch tot stand is gekomen. De eerste delen van Exodus zijn waarschijnlijk door de Jahwist in de 6e eeuw v.Chr. geschreven tijdens de Babylonische ballingschap. Deze delen werden aangevuld en voltooid tot een post-exilische, definitieve versie, de Priestercodex; dit vond waarschijnlijk plaats aan het eind van de 6e eeuw v.Chr. of het begin van de 5e eeuw v.Chr. Tot het einde van de 4e eeuw v.Chr. werden nog toevoegingen en kleine revisies gedaan aan de tekst.

## Inhoud

### De roeping van Mozes (Ex. 1-4)
In de tijd van Jozef als onderkoning van Egypte zijn Jakob en zijn zonen in Gosen, een Egyptische provincie, gaan wonen. Daar hebben zij een groot nageslacht gekregen. Een farao (die Jozef niet had gekend) zag de Hebreeën als een bedreiging en liet hen slavenarbeid verrichten. De farao schrok van hun opstandigheid en vermenigvuldiging (Exodus 1:12) en gebood twee Hebreeuwse vroedvrouwen Sifra en Pua de mannelijke pasgeborenen van zijn slaven te doden. Zij negeerden dit bevel, waarna de farao "heel zijn volk ... bevel [gaf] om alle Hebreeuwse jongens die geboren werden in de Nijl te gooien" (Exodus 1:15-23).
De Joodse vrouw Jochebed kreeg een kind, maar legde de baby in een mandje van papyrus (de ark van Mozes) tussen het riet langs de oever van de Nijl (Exodus 2:1-3), waar hij uitgerekend door de dochter van de farao die de kindermoord had bevolen, werd ontdekt en gered. Zonder aarzelen aanvaardde deze prinses de raad van een haar onbekend meisje dat "toevallig" in de buurt stond toen zij het kind vond – een meisje dat de zuster van het kind bleek, later als Mirjam geïntroduceerd (Exodus 15:20; Numeri 26:59) – en bracht zij het kind onder bij een voedster, die niemand anders bleek te zijn dan de moeder van het kind (Exodus 2: 4-9). Nadat hij was gespeend en zijn naam Mozes kreeg, groeide hij op aan het Egyptische hof (Exodus 2:10).
"Toen Mozes volwassen geworden was, zocht hij op een dag de mensen van zijn volk op." Hij doodde een Egyptenaar die een Hebreeër sloeg. "Toen de farao ervan hoorde, wilde hij Mozes laten doden. Daarom vluchtte Mozes voor de farao" (Exodus 2:11-15) en kwam in Midjan, het noordelijke deel van het Arabische schiereiland. Hier trouwde Mozes met Sippora, de dochter van de lokale priester Reüel (Exodus 2:18; vergelijk Exodus 4:18 en 18:1ff). Mozes werd schaapsherder. Een aantal jaren verstreken en de farao van Egypte stierf. 
Maar vóór alles is Midjan het vertrekpunt van Mozes' roeping in het verhaal over de brandende doornstruik. Hierin openbaarde zich een voorheen anonieme godheid als de God JHWH, die het geweeklaag van Zijn volk had gehoord en zei de horige Israëlieten onder Mozes uit Egypte te bevrijden en naar een goed land te voeren. Toen Mozes aarzelde en in het vooruitzicht op onderhandelingen met de farao wees op zijn rammelende talent als woordvoerder, werd zijn broer Aäron aan hem toegevoegd als "mond" (Exodus 3:1-4:17).

### Terug naar Egypte, de tien plagen en uittocht uit Egypte (Ex. 5-14)
Hierna keerden Mozes en zijn gezin terug naar Egypte en begon hij met zijn opdracht (Exodus 4:18-31). Er ontwikkelde zich een zware strijd tussen Mozes, Aäron en de Israëlieten aan de ene en farao en zijn hof aan de andere kant. Uiteindelijk bracht de laatste van tien plagen, de dood van alle eerstgeborenen in de Pesachnacht, de farao eindelijk op de knieën om de Israëlieten te laten gaan (Exodus 5-12). Toen de farao over de uittocht van zijn horigen werd bericht, bedacht hij zich weer en zette de achtervolging in.
Bij de Schelfzee (Rode Zee) bereikten de achtervolgers de Israëlieten, die hierop in paniek raakten. Maar Mozes zegde hun de hulp van JHWH toe en door een wonder verschafte Hij een doorgang door de zee door deze te splijten. De Israëlieten konden over de droge bodem van de zee naar vrijheid lopen. Toen de Egyptenaren hen achtervolgden, sloot de zee zich echter weer en de farao kwam samen met zijn strijdkrachten om het leven (Exodus 14).

### Ontvangen Tien geboden bij berg Sinaï (Ex. 15-20)
Vanaf de Schelfzee trok het Joodse volk de woestijn in. Zij begonnen te klagen vanwege het gebrek aan water en voedsel. Mozes gooide een stuk hout in een bittere poel met wat water. Het water werd daardoor zoet. Ook stuurde God kwartels en manna.
Bij Refidim werd het volk aangevallen door de Amalekieten. Mozes bekeek het gevecht vanaf een berg. Steeds als hij zijn armen omhoog hield, won het leger dat onder leiding van Jozua stond. Als hij zijn armen liet zakken, verloor het leger. Hij werd daarom ondersteund door Aäron en Chur. De Amalekieten werden verslagen.
Ook kreeg Mozes bezoek van zijn schoonvader Jetro. Deze zag dat Mozes (te) veel tijd stak in het leidinggeven van het volk door recht te spreken. Jetro adviseerde om meer leiders aan te stellen en alleen de grootste en belangrijkste zaken door Mozes te laten behandelen.
Het volk kwam aan bij de berg Sinaï. Daar toonde God zich aan het volk. Zij waren echter bang en vroegen Mozes de leiding te nemen. Mozes ging de berg op en ontving daar de Tien geboden.

### Verdere regels en inrichting tabernakel (Ex. 21-31)
Op de berg Sinaï ontving Mozes ook een groot aantal leefregels. Deze gingen onder andere over hoe om te gaan met dieren, slaven en ouders. Ook werden er offerregels gegeven. Daarnaast beloofde God dat hij de inwoners van het land Kanaän zou uitroeien.
Mozes trok de berg op samen met Aäron, Nadab, Abihu en zeventig oudsten van het volk. God wilde een verbond met het volk sluiten. Allen zagen God. Daarna trok Mozes verder de berg op. God grifte ditmaal de Tien geboden in stenen tafelen. Ook ontving Mozes de opdracht om een heiligdom, de tabernakel, te bouwen. Hij ontving aanwijzingen voor de inrichting van deze tabernakel. Zo moest hij onder andere de ark van het verbond en een brandofferaltaar maken. Bezaleël moest de leiding krijgen over de bouw van de tabernakel. Aäron en zijn zonen werden aangesteld als priester. Zij moesten zich op een bepaalde manier kleden.

### Gouden kalf en opnieuw ontvangen Tien geboden (Ex. 32-35)

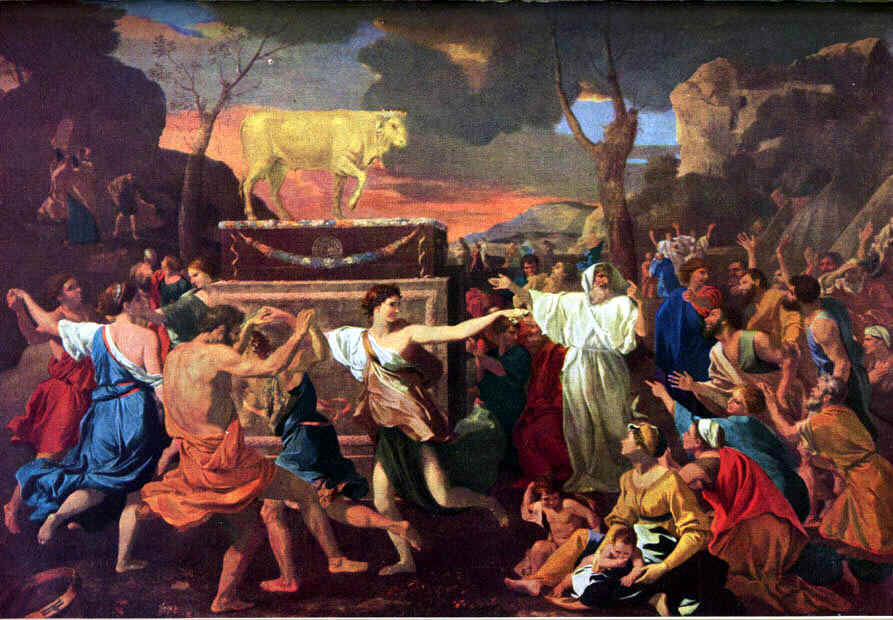
De aanbidding van het gouden kalf door Nicolas Poussin

Toen Mozes op de berg lange tijd instructies kreeg van JHWH, bracht Aäron beneden grote zonde over het volk (Exodus 32:21). Onder zijn leiding maakten ze een gouden kalf dat de god afbeeldde die hen uit Egypte had geleid (Exodus 32:1-35) en overtraden daarmee de tien geboden die JHWH eigenhandig op stenen platen had geschreven en juist aan Mozes had gegeven (Exodus 31:18). Toen Mozes het lawaai van de om het beeld dansende mensen hoorde, daalde hij van de berg af en smeet hij de stenen tabletten waarop de tien geboden van JHWH waren geschreven aan stukken en vernietigt ook het beeld. Nog groter was de toorn van JHWH, maar het lukte Mozes met een indringende smeekbede namens het volk JHWH ervan te weerhouden het verbond met Zijn volk op te geven.
Daarna keerde Mozes terug de berg op. Hij vroeg aan God of hij zijn majesteit mocht zien. God gaf hier gehoor aan, maar liet zich alleen van achteren zien, want als Mozes Gods gezicht zou zien, zou hij sterven. Ook maakte God nieuwe stenen tafelen met de tien geboden erop.

### Uitleg regels aan het volk en bouw tabernakel (Ex. 36-40)
Nadat Mozes terugkeerde, riep hij het volk bijeen en legde hij hun de regels uit die hij van God ontvangen had. Deze gingen onder andere over de sjabbat. Ook bevatten deze hoofdstukken een uitleg van de bouw en inkleding van de tabernakel en de manier waarop de priesters zich moesten kleden. Toen de tabernakel af was, werd deze gevuld door de majesteit van God. Dit was zichtbaar door een wolk. Als de wolk stilstond, sloegen de Israëlieten daar hun kamp op. Als de wolk verder trok, ging het volk daar achteraan.

## Historiciteit
Moderne onderzoekers zijn het over eens dat Exodus geen betrouwbare historische bron is voor de oorsprong van het Israëlitische volk. Dit volk ontstond in het late tweede millennium v.Chr. als confederatie van stammen in de centrale hooglanden van Kanaän. De cultuur van de Israëlieten is gebaseerd op de inheemse Kanaänitische cultuur en er zijn geen aanwijzingen dat zij als volk lange tijd uit Palestina weg zijn geweest.
Het gebrek aan bewijs in de Egyptische archeologie en geschiedenis doet wetenschappers vermoeden dat de tien plagen niet daadwerkelijk hebben plaatsgevonden zoals in Exodus beschreven, maar dat de verhalen samentrekkingen achteraf zijn van redelijk normale gebeurtenissen en aangepast voor polemische of propagandadoeleinden. Een van de verklaringen is gebaseerd op de uitbarsting van een vulkaan ter hoogte van Santorini tussen 1600 en 1500 v.Chr. Deze uitbarsting zou te vergelijken zijn met die van de Krakatau en zou een nucleaire winter hebben kunnen veroorzaken, wat de vermelde duisternis zou kunnen verklaren. De as zou het mineraal cinnaber, dat het giftige kwik bevat, in het water hebben kunnen doen belanden. Het heeft een bloedrode kleur en zou de dieren in het water vergiftigen. Een andere verklaring is, dat het water zou zijn roodgekleurd door rode algen, zoals de  cyanobacterie Planktothrix rubescens, die bij algenbloei het water rood kleurt.

### Plaats in de Bijbelse chronologie
Volgens de Bijbelse chronologie zouden deze verhalen vermoedelijk hebben plaatsgevonden tussen de 16e en 13e eeuw voor Christus. De auteur geeft maar weinig aanknopingspunten, zoals namen van de Farao, om tot een datering te komen.
Volgens Exodus 12:40-41 zouden de Israëlieten precies 430 jaar in Egypte hebben gewoond. Deze uitspraak is strijdig met de Bijbelse chronologie en wordt meestal ruimer geïnterpreteerd. In Galaten 3:17 wordt deze periode van 430 jaar ook genoemd, waarbij het beginpunt de belofte van God is om de wet (van Mozes) te geven. Meestal wordt de 430 jaar uit Exodus daarom toegepast op de periode tussen de belofte aan aartsvader Abraham over het Beloofde Land en het geven van de Thora aan Mozes.
Over de datering van de uittocht uit Egypte bestaan drie theorieën:
- In een vroege datering gaat men uit van 1 Koningen 6:1, waar in de meeste handschriften staat dat met de bouw van de tempel van Salomo werd gestart in het 480e jaar na de uittocht. De tempel zou gebouwd zijn rond 980 v.Chr., dus dan zou de uittocht rond 1460 v.Chr. hebben plaatsgevonden. Dit is de vroege datering voor de uittocht. Indien de exodus rond 1440 v.Chr. was, viel de gunstige bejegening van Jozef en zijn familie in de periode van de Hyksos (1790 v.Chr. - 1550 v.Chr.), evenals Israël een Semitisch volk, die door de Egyptische leiders werden verdreven. Met de stad Raämses die de Israëlitische slaven moesten bouwen, is dan vermoedelijk Avaris bedoeld.
- In een alternatief gaat men uit van 1 Koningen 6:1 in de Septuagint waar 440 jaar staat en men dus op 40 jaar later uitkomt, namelijk rond 1420 v.Chr.
- Ten slotte is er nog de late datering van de uittocht onder Ramses II of diens zoon, ca. 1300 v.Chr.

## Verfilmingen
- The Ten Commandments (1956)
- Exodus: Gods and Kings (2014)
- De prins van Egypte (1998)